# Batmania
Batmanía es un término general utilizado para describir el impacto del "universo" del personaje de cómic Batman en la cultura popular. 
El término apareció por primera vez titulando unas revistas para fanes publicadas en Estados Unidos en la década de 1960. Y se masificó mundialmente tras la aparición y éxito de la serie televisiva de 1966. Algunos libros, y documentales, entre otros productos, posteriores a 1989, sobre el fenómeno de Batman en especial tras la serie Batman (serie de televisión) de los años 60.

## Batmanía (1966 - 1968)
A nivel mundial, "Batmanía describe el fenómeno masivo que produjo la serie humorística protagonizada por Adam West entre los años 1966 y 1968. Así como el posterior culto de algunos fanes hacia a personajes y actores de la serial, tales como Adam West, Burt Ward, Frank Gorshin, Cesar Romero, Burgess Meredith, Julie Newmar, Yvonne Craig, etc.

## Batmanías (1989) y (2008)
En 1989, debido a las campañas publicitarias para la película Batman (película de 1989), el héroe junto al supervillano El Joker volvieron a ser moda mundial. Aunque dado el carácter más serio de la película no tuvo el mismo nivel de aceptación transversal en el público.
Las campañas publicitarias de Warner Bros. fueron aprovechadas también para publicar libros, escritos por "James Van Hise", y documentales que narraban los pormenores de la serial televisiva, así como el impacto mundial que esta tuvo.
Algo similar ocurrió en 2008, con la llamada "campaña viral" de Warner Bros. para publicitar el film The Dark Knight. Aparición de artículos de merchandising, disfraces, videojuegos, nuevas series y películas animadas, páginas web, aumento de interés tanto por el héroe como por el supervillano Joker.